# Arcieparchia di Winnipeg
L'arcieparchia di Winnipeg degli Ucraini (in latino: Archieparchia Vinnipegensis Ucrainorum) è una sede metropolitana della Chiesa greco-cattolica ucraina in Canada. Nel 2022 contava 3.430 battezzati. È retta dall'arcivescovo Lawrence Daniel Huculak, O.S.B.M.

## Territorio
L'arcieparchia comprende i fedeli della Chiesa greco-cattolica ucraina della provincia canadese del Manitoba.
Sede arcieparchiale è la città di Winnipeg, dove si trova la cattedrale dei Santi Vladimiro e Olga.
Il territorio è suddiviso in 97 parrocchie.

## Storia
L'esarcato apostolico del Canada per i fedeli di rito orientale fu eretto il 15 giugno 1912 con il breve Officium supremi di papa Pio X.
Il 3 marzo 1948 cedette il territorio corrispondente alle province della Columbia Britannica e dell'Alberta a vantaggio dell'erezione dell'esarcato apostolico del Canada occidentale (oggi eparchia di Edmonton) e il territorio corrispondente alle province dell'Ontario, del Québec, della Nuova Scozia, di Terranova e Labrador e dell'Isola del Principe Edoardo a vantaggio dell'erezione dell'esarcato apostolico del Canada orientale (oggi eparchia di Toronto). Nel contempo assunse il nome di esarcato apostolico del Canada centrale.
Il 10 marzo 1951 cedette il territorio corrispondente alla provincia canadese del Saskatchewan a vantaggio dell'erezione dell'esarcato apostolico di Saskatoon (oggi eparchia) e cambiò nome a favore di esarcato apostolico del Manitoba.
Il 3 novembre 1956 per effetto della bolla Hanc Apostolicam di papa Pio XII l'esarcato è stato elevato al rango di arcieparchia metropolitana e ha assunto il nome attuale.

## Cronotassi dei vescovi
Si omettono i periodi di sede vacante non superiori ai 2 anni o non storicamente accertati.
- Beato Nykyta Budka † (15 luglio 1912 - 9 novembre 1928 dimesso)
- Basile Vladimir Ladyka, O.S.B.M. † (20 maggio 1929 - 1º settembre 1956 deceduto)
- Maxim Hermaniuk, C.SS.R. † (1º settembre 1956 succeduto - 16 dicembre 1992 ritirato)
- Michael Bzdel, C.SS.R. † (16 dicembre 1992 - 9 gennaio 2006 ritirato)
- Lawrence Daniel Huculak, O.S.B.M., dal 9 gennaio 2006

## Statistiche
L'arcieprchia nel 2022 contava 3.430 battezzati.
| anno | popolazione | popolazione | popolazione | presbiteri | presbiteri | presbiteri | presbiteri                | diaconi | religiosi | religiosi | parrocchie |
| anno | battezzati  | totale      | %           | numero     | secolari   | regolari   | battezzati per presbitero | diaconi | uomini    | donne     | parrocchie |
| ---- | ----------- | ----------- | ----------- | ---------- | ---------- | ---------- | ------------------------- | ------- | --------- | --------- | ---------- |
| 1949 | 107.355     | 1.630.000   | 6,6         | 90         | 70         | 20         | 1.192                     |         | 30        | 62        | 22         |
| 1966 | 58.200      | 970.000     | 6,0         | 63         | 45         | 18         | 923                       |         | 18        | 45        | 166        |
| 1970 | 60.000      | 1.000.000   | 6,0         | 59         | 46         | 13         | 1.016                     | 2       | 13        | 45        | 40         |
| 1976 | 60.000      | ?           | ?           | 46         | 41         | 5          | 1.304                     | 5       | 5         |           | 41         |
| 1980 | 55.000      | ?           | ?           | 56         | 38         | 18         | 982                       | 5       | 18        | 30        | 42         |
| 1990 | 49.375      | ?           | ?           | 48         | 32         | 16         | 1.028                     | 18      | 17        | 46        | 35         |
| 1999 | 45.000      | ?           | ?           | 46         | 38         | 8          | 978                       | 21      | 8         | 33        | 96         |
| 2000 | 12.550      | ?           | ?           | 45         | 35         | 10         | 278                       | 20      | 10        | 26        | 99         |
| 2001 | 13.500      | ?           | ?           | 43         | 33         | 10         | 313                       | 19      | 10        | 35        | 105        |
| 2002 | 33.490      | ?           | ?           | 46         | 37         | 9          | 728                       | 15      | 9         | 28        | 105        |
| 2003 | 29.740      | ?           | ?           | 49         | 38         | 11         | 606                       | 15      | 11        | 32        | 146        |
| 2004 | 29.740      | ?           | ?           | 50         | 34         | 16         | 594                       | 15      | 16        | 27        | 144        |
| 2009 | 29.740      | ?           | ?           | 39         | 29         | 10         | 762                       | 14      | 10        | 22        | 131        |
| 2010 | 29.740      | ?           | ?           | 43         | 32         | 11         | 691                       | 12      | 11        | 23        | 136        |
| 2014 | 24.500      | ?           | ?           | 37         | 26         | 11         | 662                       | 13      | 11        | 24        | 127        |
| 2017 | 4.635       | ?           | ?           | 38         | 29         | 9          | 121                       | 8       | 10        | 24        | 98         |
| 2020 | 4.949       | ?           | ?           | 37         | 26         | 11         | 133                       |         | 12        | 22        | 91         |
| 2022 | 3.430       | ?           | ?           | 32         | 24         | 8          | 107                       | 4       | 9         | 18        | 97         |